# Auburn (ort i Australien, South Australia)
Auburn är en ort i Australien. Den ligger i kommunen Clare and Gilbert Valleys och delstaten South Australia, omkring 100 kilometer norr om delstatshuvudstaden Adelaide. Antalet invånare är 663.
Runt Auburn är det mycket glesbefolkat, med 2 invånare per kvadratkilometer.. Närmaste större samhälle är Riverton, omkring 15 kilometer söder om Auburn.
Trakten runt Auburn består till största delen av jordbruksmark. Genomsnittlig årsnederbörd är 517 millimeter. Den regnigaste månaden är maj, med i genomsnitt 77 mm nederbörd, och den torraste är december, med 10 mm nederbörd.